# Юджин Одум
Юджин Одум (англ. Eugene Pleasants Odum; 17 вересня 1913, Нью-Порт (Нью-Гемпшир, США) — 10 серпня 2002., Афіни (Джорджія, США)) — відомий американський еколог і зоолог, автор класичної праці «Екологія», яка досі є актуальною, і де була описана цілісна теорія популяції.

## Біографія
Син соціолога Говарда В. Одума (Howard W. Odum) і брат еколога Говарда Т. Одума (Howard T. Odum).
Докторську дисертацію захищав в Іллінойському університеті в Урбана-Шампейн.
З 1940 р. працював в Університеті Джорджії.
У 1940-х і 1950-х роках екологія ще не була галуззю дослідження, визнаною як окрема дисципліна. Навіть професійні біологи, на думку Одума, як правило, не отримували належної освіти про те, як екологічні системи Землі взаємодіють одна з одною. Одум відзначив важливість екології як дисципліни, що повинна бути фундаментальним аспектом підготовки біолога.
До Одума, екологія конкретних організмів і середовищ вивчалась в більш обмеженому масштабі в рамках окремих розділів біології. Багато вчених сумнівалися, що це може вивчатись у великому масштабі, або, в рамках окремої дисципліни. Одум написав підручник з екології разом зі своїм братом, Говардом, аспірантом Єльського університету. Книга братів Одумів «Основи екології» (уперше видана у 1953 році) була єдиним підручником у галузі протягом десяти років. Серед іншого, брати досліджували, як одна природна система може взаємодіяти з іншими. Їхня книга з того часу була виправлена і доповнена.
У 2007 р. Інститут екології (Institute of Ecology), заснований Одумом при Університеті Джорджії, був перетворений на Школу екології Одума (Odum School of Ecology).

## Праці
- Одум Юджин. Экология: У 2х т. — Пер. з англ. — М.: Мир, 1986.
- Fundamentals of Ecology (with Howard Odum)
- Ecology
- Basic Ecology
- Ecology and Our Endangered Life Support Systems
- Ecological Vignettes: Ecological Approaches to Dealing with Human Predicament
- Essence of Place (co-authored with Martha Odum)

## Визнання
Лауреат премії Крафорда 1987 року (спільно з братом).